# Volkmar
Volkmar ist ein männlicher Vorname germanischen Ursprungs.

## Herkunft und Bedeutung
Althochdeutsch: Volk = folc = das Volk, mar/mari = berühmt => „Der im Volk Berühmte“.

## Namenstag
9. Mai

## Namensträger

### Historische Persönlichkeiten
- Volkmar I. (Corvey), von 916 bis 942 Abt des Klosters Corvey
- Volkmar I. (Harzgau) († vor 961), Graf im Harzgau
- Volkmar (Paderborn) († 983), von 957 bis 983 Bischof von Paderborn
- Volkmar I. von Brandenburg, ab 980 Bischof von Brandenburg
- Volkmar II. (Harzgau) (X 1. September 1015), Graf im Harzgau
- Volkmar II. von Brandenburg († 1102), Bischof von Brandenburg
- Volkmar von Bömeneburg, von 1129 bis 1138 Abt von Corvey
- Volkmar von Minden († 1094 oder 1096), von 1080, effektiv ab 1089 bis zu seinem Tod (Gegen-)Bischof von Minden
- Volkmar (Niederaltaich), von 1280 bis 1282 Abt des Klosters Niederaltaich
- Volkmar von Fürstenfeld († 1314), Zisterziensermönch und Geschichtsschreiber
- Volkmar Wolf von Putbus (1583–1637), Generalstatthalter des Herzogtums Pommern

### Vorname
- Volkmar Andreae (1879–1962), Schweizer Dirigent und Komponist
- Volkmar Böhm (1938–2007), deutscher Schlagersänger und Veranstaltungsorganisator
- Volkmar Deile (1943–2020), deutscher Theologe
- Volkmar Denner (* 1956), deutscher Physiker und ein Geschäftsführer der Robert Bosch GmbH
- Volkmar Dinstuhl (* 1972), deutscher Schachspieler
- Volkmar Döring (* 1952), deutscher Kinderbuchillustrator, Autor und Trickfilmzeichner
- Volkmar Enderlein (* 1936), deutscher Kunsthistoriker und Archäologe
- Volkmar Fritz (1938–2007), deutscher Biblischer Archäologe
- Volkmar Gabert (1923–2003), deutscher Politiker (SPD)
- Volkmar Gross (1927–1992), deutscher Künstler
- Volkmar Groß (1948–2014), deutscher Fußballtorwart
- Volkmar Haase (1930–2012), deutscher Bildhauer
- Volkmar Halbleib (* 1964), deutscher Politiker (SPD)
- Volkmar Harwanegg (* 1944), österreichischer Politiker (SPÖ)
- Volkmar Hellfritzsch (1935–2022), deutscher Namenforscher und Pädagoge
- Volkmar Herntrich (1908–1958), deutscher Widerstandskämpfer
- Hans-Volkmar Herrmann (1922–1998), deutscher Archäologe
- Volkmar Wolf von Hohnstein (1512–1580), zweitletzter Regent der Grafschaft Hohnstein
- Volkmar Jaeger (1928–2019), deutscher Fotograf
- Volkmar Klein (* 1960), deutscher Politiker (CDU)
- Volkmar Kleinert (* 1938), deutscher Schauspieler, Sprecher, Dramaturg
- Volkmar Krauß (1949–1999), deutscher Politiker (DSU, CDU)
- Volkmar Kretkowski (* 1938), deutscher Politiker (SPD) und Pädagoge
- Volkmar Kunze (* 1954), deutscher Politiker (LDPD, FDP)
- Volkmar Köhler (1930–2012), deutscher Politiker (CDU)
- Volkmar W. Kübler (1941–2009), deutscher Jurist, Betriebs- und Volkswirtschaftler
- Volkmar Lachmann (1921–1945), deutscher Schriftsteller
- Volkmar Lehmann (* 1943), deutscher Slawist
- Volkmar Michler (* 1964), deutscher Börsenjournalist
- Volkmar Schneider (Mediziner) (* 1940), deutscher Rechtsmediziner
- Volkmar Schneider (Redakteur) (* 1949), deutscher Redakteur und Autor
- Volkmar Sigusch (1940–2023), deutscher Psychiater und Sexualwissenschaftler
- Volkmar Staub (* 1952), deutscher Kabarettist und Autor
- Volkmar Steininger (* 1970), deutscher Fernseh- und Buchautor
- Karl Volkmar Stoy (1815–1885), deutscher Pädagoge
- Volkmar Vogel (* 1959), deutscher Politiker (CDU)
- Volkmar Weiss (* 1944), deutscher Genetiker, Sozialhistoriker und Genealoge
- Volkmar Zapf (* 1970), deutscher Basketballspieler
- Volkmar von Zühlsdorff (1912–2006), deutscher Jurist, Diplomat und Publizist

### Familienname

#### Form Volkmar
- Antonie Volkmar (1827–1903), deutsche Genre- und Porträtmalerin
- Christoph Volkmar (* 1977), deutscher Archivar und Historiker
- Dieter Schmidt-Volkmar (* 1940), deutscher Sportfunktionär
- Erich Volkmar (1879–1951), deutscher Justizbeamter im Reichsjustizministerium, Dozent an der Verwaltungsakademie Berlin, Senatspräsident am Reichserbhofgericht
- Erwin Volkmar (1906–1933), deutscher Boxer
- Gudrun Volkmar (1942–1991), deutsche Theaterschauspielerin
- Günter Volkmar (1923–2006), deutscher Gewerkschaftsfunktionär
- Gustav Volkmar (1809–1893), deutscher protestantischer Theologe
- Joachim von Volkmar (Joachim von Volkmann; † 1662), schwedischer General
- Johann Volkmar (Gelehrter) (vor 1584–1617), deutscher Gelehrter und Hochschullehrer
- Johann Georg Volkmar (1567–1596), deutscher lutherischer Theologe
- Johann Tobias Volkmar (1718–1787), deutscher Pastor und Geograf
- Moritz Daniel Volkmar (1792–1864), deutscher Wechselmakler und Bankier
- Leon Volkmar (1879–1959), amerikanischer Studiokeramiker
- Leopold Volkmar (1817–1864), deutscher Jurist und Historiker
- Theodor Valentin Volkmar (1781–1847), deutscher Jurist und Oberbürgermeister von Marburg
- Wilhelm Volkmar (1813–1890), deutscher Pädagoge und Politiker

#### Form Folkmar
- Ulrich Folkmar (1902–1977), deutscher Schauspieler Synchron- und Hörspielsprecher

## Literarische Figur
- Titelheld von Max Eyths Jugendwerk Volkmar. Historisch-romantisches Gedicht, 1863

## Varianten
- Volmar
- Volkmer
- Volckmar
- Volckmer
- auch: Dietmar
- Folcmar, Folkmar
- Volko